# حاوية متنقلة

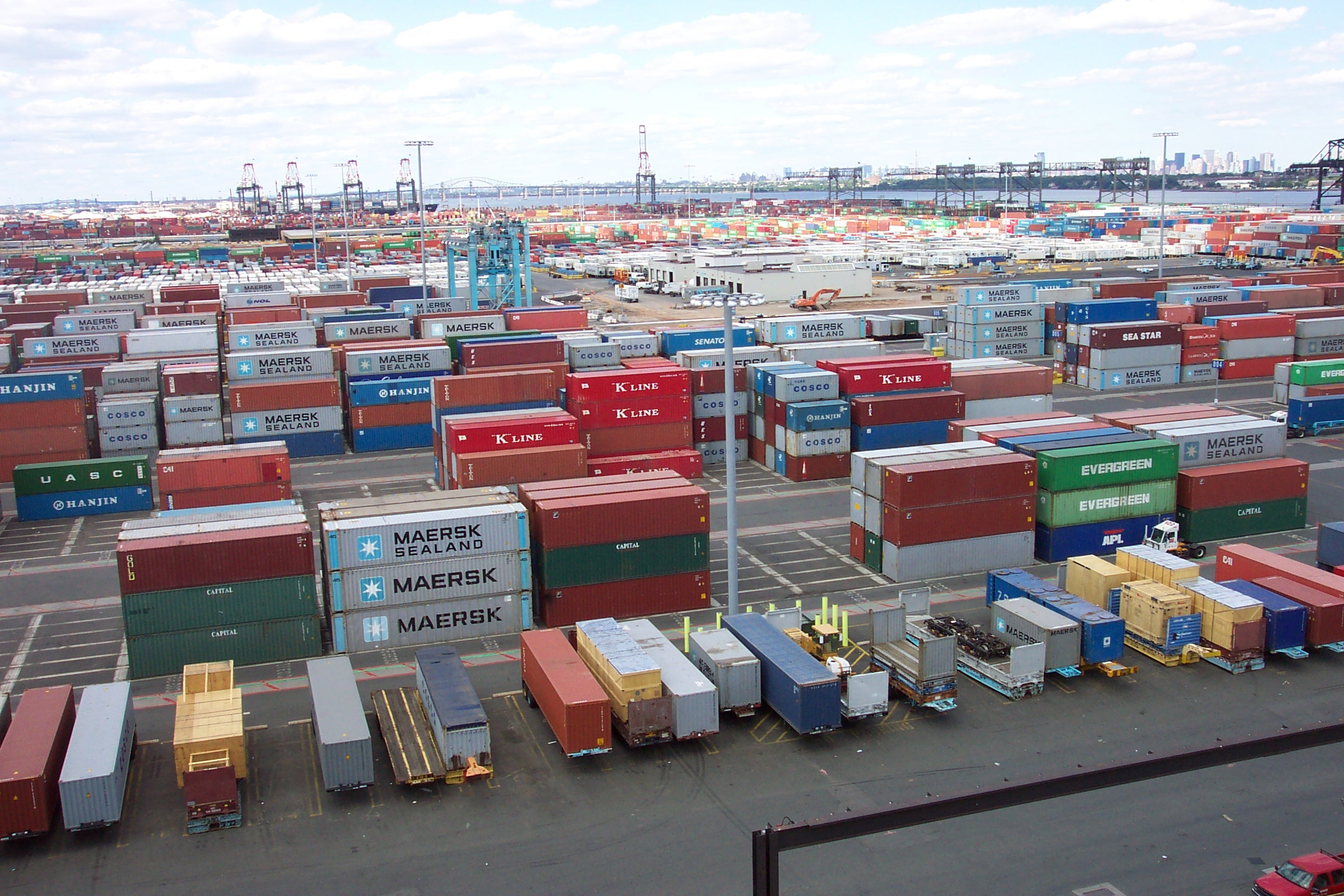
صورة لحاويات شحن متنقلة ببورت اليزابيث في نيوجرسي.

الحاويات المتنقلة أو الحاويات متعددة الوسائط هي صناديق كبيرة بابعاد قياسية يتم من خلالها شحن وتخزين المنتجات والمواد الخام خلال عملية نقل البضائع من موقع إلى موقع سواء عن طريق البحر أو الجو أو القطارات أو الشاحنات، وتتواجد عدة أحجام لحاويات الشحن من 20 قدما إلى 45 قدما.
أنواع الحاويات حسب الاستخدام:
- حاويات نقل عام وتسمى الحاويات الجافة (بالإنجليزية: Dry container)‏
- حاويات مبردة لنقل المواد الغذائية التي تحتاج تبريد (بالإنجليزية: Refrigerated container)‏.
- حاويات السقف المفتوح (بالإنجليزية: Open container)‏.

## الحاويات حسب الحجم
|                         | الطول              | العرض           | الارتفاع            | الحجم أو السعة بالقدم المكعب | الحجم أو السعة بالمتر المكعب من الداخل |
| ----------------------- | ------------------ | --------------- | ------------------- | ---------------------------- | -------------------------------------- |
| 20 قدم                  | 20قدم= 6.01متر     | 8 قدم= 2.35 متر | 8.6 قدم= 2.386 متر  | 1170 قدم مكعب                | 33 متر مكعب                            |
| 40 قدم عادي             | 40 قدم = 12.02 متر | 8 قدم=2.35 متر  | 8.6 قدم= 2.386 متر  | 2088 قدم مكعب                | 67 متر مكعب                            |
| 40 قدم عالي الارتفاع HQ | 40 قدم = 12.02 متر | 8 قدم=2.35 متر  | 9.91 قدم= 2.756 متر | 2412 قدم مكعب                | 77 متر مكعب                            |
| 45 قدم عالي الارتفاع HQ | 45 قدم = 13.52 متر | 8 قدم=2.35 متر  | 9.91 قدم= 2.756 متر | 2797.73 قدم مكعب             | 87 متر مكعب                            |

## مزايا ونقاط ضعف الحاويات

### مزايا الحاويات

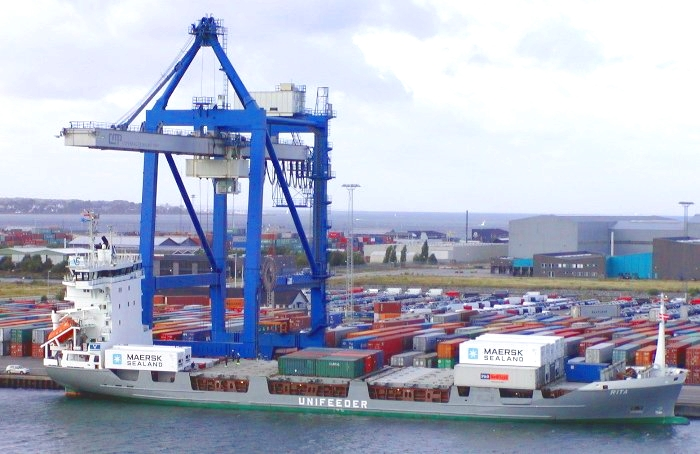
حاملة حاويات بميناء كوبنهاغن

مزايا الحاويات عديدة، وهو ما يفسر التوسع الهائل لاستعمالها بعد الحرب العالمية الثانية، ومن بين هذه المزايا:
- حماية أفضل للبضائع من التلف ومن السرقة، مما ترتب عن ذلك أقساط مواتية للتأمين الخاص بالبضائع.
- سرعة في الشحن، إعادة الشحن والتفريغ
- الاقتصاد في التعبئة، التخزين والمناولة.
- إمكانية تشخيص السلع، والمتابعة اللوجيستيكية.

### نقاط ضعف الحاويات

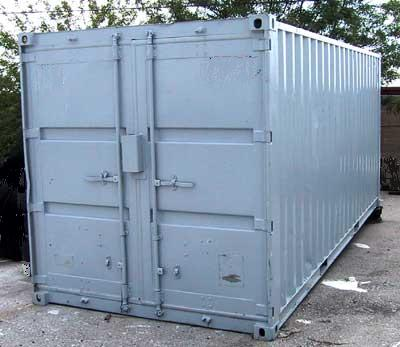
حاوية سعة عشرون قدما

- تكلفة شراء الحاويات الغالية (ولكن يوجد إمكانية الشراء من شركات الشحن المتخصصة في هذا المجال)
- الحاجة الدائمة إلى الصيانة الدورية (إعادة الطلاء، إزالة الصدأ،...الخ) أو الإصلاح (الأجنحة، وأقفال الأبواب، وقطع الغيار،...الخ)
- في بعض الأحيان هناك تكلفة تدفع عند رجوع الحاويات فارغة.
- توحيد قياسات الحاويات، مما يؤثر سلبا على شحن بعض السلع التي لا يمكن نقلها في الحاويات المعروفة.
- صعوبات في مجالات التخليص في بعض الدول غير المنظمة إلى الاتفاقية الدولية للحاويات.
- صعوبات قد تواجهها بعض الحاويات الخاصة أو الحاويات ذات الحجم الكبير في الموانئ الصغيرة أو سيئة التجهيز.